# Selbe
La Selbe est une rivière de Mongolie. Elle traverse le sud des monts Khentii et prend sa source à 1 510 mètres d'altitude dans le centre de la Mongolie. La Selbe se jette dans la Toula à Oulan-Bator.

## Géographie

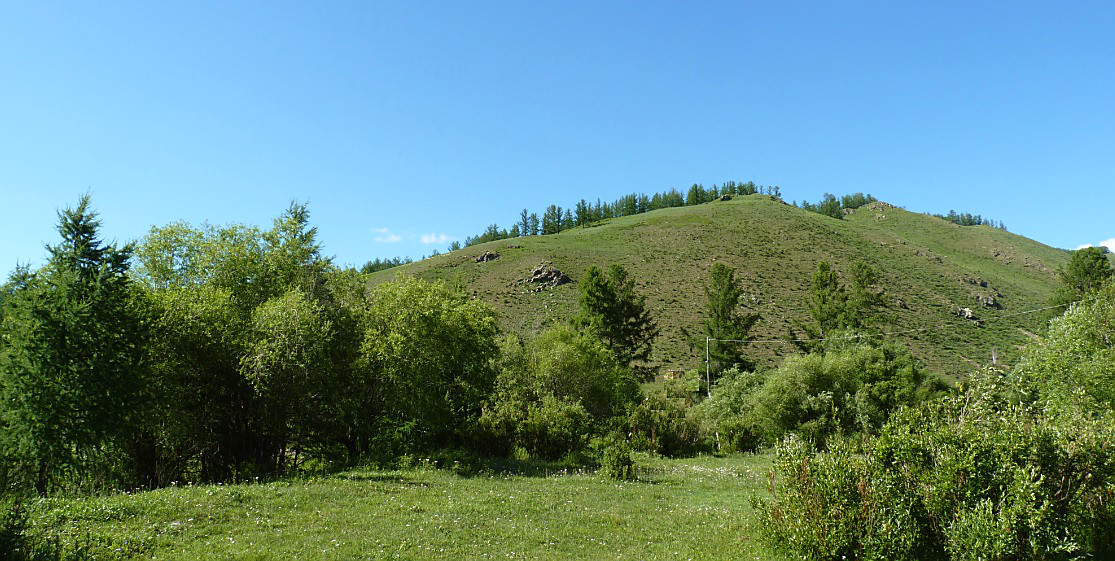
Végétation aux abords de la rivière Selbe - à Maikhan Tolgoi, été de 2011

La longueur  de la Selbe est de 26,2 km et son bassin versant couvre 342,2 kilomètres carrés.

## liens externes vidéos
1. Vidéo Youtube : Selbe river is flooding.
2. Vidéo Youtube : Сэлбэ гол сэхэл авсангүй.
3. Vidéo Youtube : Сэлбэ гол.
4. Vidéo Youtube :  Хайрын гараа 3 Сэлбийн гол цэвэрлэсэн нь.
5. Vidéo Youtube :  Сэлбэ голыг сэргээх ажил зогсоогүй гэлээ.